# Mitchel Oviedo
Mitchel Oviedo Hernández (Veracruz, Veracruz, México; 7 de julio de 1988) es un futbolista mexicano que juega en la posición de mediocampista en el Morelos Fútbol Club de la Liga de Balompié Mexicano.

Ha jugado para el Club Deportivo Tapatío, Club Deportivo Guadalajara, Querétaro Fútbol Club, Delfines del Carmen, Tiburones Rojos de Veracruz y Celaya Fútbol Club

## Trayectoria
Se formó en las divisiones inferiores del Club Deportivo Guadalajara, debutando en la Primera división 'A' con el Club Deportivo Tapatío el 9 de septiembre de 2007, en un partido contra el Club Tijuana.
Fue convocado a participar con el primer equipo del club con la llegada de Efraín Flores a la dirección técnica del equipo. Por ello fue parte del plantel que disputó la Superliga 2008, todo esto después de una buena campaña con el Tapatío de la Primera 'A'.
Debuta en Primera División con el Guadalajara, durante la jornada 3 del Apertura 2010, en un partido contra el San Luis FC, partido que terminó con victoria para el Guadalajara por marcador de 1-0 y donde vería acción durante 70 minutos.
Ha participado con la selección mexicana a nivel sub-17, equipo con el que disputó las eliminatorias al mundial de Perú en 2005.
En el draft 2011 fue contratado por 3 años por el Querétaro Fútbol Club y para el Apertura 2013 pasa a jugar a Delfines del Carmen. Después de varios meses de inactividad, la FMF lo registró con el equipo de Tiburones Rojos de Veracruz con el dorsal 32.

## Clubes
| Club                        | País   | Año         |
| --------------------------- | ------ | ----------- |
| Club Deportivo Tapatío      | México | 2007 - 2009 |
| Club Deportivo Guadalajara  | México | 2010 - 2011 |
| Querétaro Fútbol Club       | México | 2011 - 2013 |
| Delfines del Carmen         | México | 2013 - 2014 |
| Tiburones Rojos de Veracruz | México | 2015 - 2016 |
| Celaya Fútbol Club          | México | 2016 - 2018 |
| Morelos Fútbol Club         | México | 2020 - Act  |